# America (Modern Talking)
America is het tiende album van Modern Talking. Het is de opvolger van het in 2000 uitgebrachte negende album Year of the Dragon en het vierde album van Modern Talking na het weer samenkomen van de groep in 1998. America werd wereldwijd in 2001 uitgebracht en bevat 16 nieuwe nummers.
America bevat twee internationale hits, getiteld "Win the Race" en "Last Exit to Brooklyn". Het album werd geproduceerd en geschreven door Dieter Bohlen. Onder anderen Lalo Titenkov, Thomas Anders en Thorsten Brötzmann verleenden assistentie. Het album heeft de Nederlandse Album Top 100 nooit gehaald. Eric Singleton zorgde voor de raps in "Last Exit to Brooklyn".
De opvolger van America is het uit 2002 afkomstige elfde album Victory.

## Tracklist
1. Win the Race (3:35)
2. Last Exit to Brooklyn (3:16)
3. Maria (5:25)
4. SMS to My Heart (3:17)
5. Cinderella Girl (3:34)
6. Why Does It Feel So Good (4:05)
7. Rain in My Heart (3:47)
8. Witchqueen of Eldorado (3:55)
9. Run to You (4:47)
10. America (4:50)
11. For a Life Time (4:27)
12. From Coast to Coast (4:27)
13. There's Something in the Air (3:19)
14. I Need You Now (3:40)
15. New York City Girl (3:27)
16. Send Me a Letter from Heaven (3:54)